# メナモミ
メナモミ（豨薟、雌ナモミ、学名: Sigesbeckia pubescens）は、キク科メナモミ属の一年草。

## 特徴
茎は直立し、高さは60-120cmになり、上部には葉、茎ともに白い開出毛が密生する。葉は翼がある葉柄をもって対生し、形は卵形、3角状卵形で、長さ7.5-19cm、幅6.5-18cmになり、縁にはあらい鋸歯がある。
花期は9-10月。枝分かれした茎の上部に円錐花序に多数の頭花をつける。総苞片は5個で長さ10-12mmになり、柄がある腺が多数つく。頭花は黄色で、頭花の周辺に3裂した舌状花がつき、中央に5裂した筒状花がつく。果実は痩果で長さ2.5-3.5mmになる。

## 分布と生育環境
温帯から亜熱帯に生育する。日本では、北海道、本州、四国、九州に分布し、山野の路傍や荒れ地、ごみために生育する。アジアでは中国、朝鮮に分布する。

## ギャラリー
- 頭花、総苞片には柄がある腺が多数つく。